# Малко-Градиште
Ма́лко-Гради́ште (болг. Малко градище) — село в Хасковській області Болгарії. Входить до складу общини Любимець.

## Населення
За даними перепису населення 2011 року у селі проживали 645 осіб.
Національний склад населення села:
| Національність   | Кількість осіб | Відсоток |
| ---------------- | -------------- | -------- |
| болгари          | 568            | 88,2%    |
| цигани           | 53             | 8,2%     |
| турки            | 22             | 3,4%     |
| Всього відповіли | 644            |          |

Розподіл населення за віком у 2011 році:
Динаміка населення: